# Fort Worth Brahmas
Fort Worth Brahmas byl profesionální americký klub ledního hokeje, který sídlil v North Richland Hills ve státě Texas. Původně působil 4 roky v lize Western Professional Hockey League mezi roky 1997 - 2001 a poté působil 12 let v lize Central Hockey League mezi roky 2001 - 2013. Brahmas hráli své domácí zápasy v hale NYTEX Sports Centre, v americké North Richland Hills ve státě Texas. V CHL sehráli 706 zápasů a kvalifikovali se sedmkrát do playoff.

## Historické názvy
Zdroj: 
- 1997 – Fort Worth Brahmas
- 2007 – Texas Brahmas
- 2012 – Fort Worth Brahmas

## Úspěchy klubu

### WPHL
- Vítěz WPHL - 0x
- Vítěz základní části - 1x (1997/98)
- Vítěz divize - 1x (1997/98)

### CHL
- Vítěz CHL - 1x (2008/09)
- Vítěz základní části - 0x
- Vítěz divize - 1x (2008/09)

## Výsledky

### WPHL

#### Základní část
Zdroj: 
| Sezona  | Zápasy | Výhry | Prohry | Prohry(pr.) | Prohry(s.n.) | Body | Góly vstřelené | Góly inkasované | Umístění v divizi |
| ------- | ------ | ----- | ------ | ----------- | ------------ | ---- | -------------- | --------------- | ----------------- |
| 1997/98 | 69     | 41    | 17     | 11          | —            | 93   | 296            | 219             | 1. v Východní     |
| 1998/99 | 69     | 34    | 26     | 9           | —            | 77   | 227            | 235             | 4. v Centrální    |
| 1999/00 | 70     | 28    | 38     | 4           | —            | 60   | 238            | 287             | 4. v Centrální    |
| 2000/01 | 70     | 20    | 44     | 6           | —            | 46   | 202            | 282             | 7. v Východní     |

#### Play-off
Zdroj: 
| Sezona  | Předkolo                   | 1. kolo                    | 2. kolo                    | Finále President's Cupu    |
| ------- | -------------------------- | -------------------------- | -------------------------- | -------------------------- |
| 1997/98 | —                          | výhra, 4–1, Ice Bats       | výhra, 4–0, Mudbugs        | porážka, 0–4, Buzzards     |
| 1998/99 | výhra, 2–1, Buzzards       | výhra, 3–0, Aviators       | porážka, 2–4, Outlaws      | —                          |
| 1999/00 | mužstvo se nekvalifikovalo | mužstvo se nekvalifikovalo | mužstvo se nekvalifikovalo | mužstvo se nekvalifikovalo |
| 2000/01 | mužstvo se nekvalifikovalo | mužstvo se nekvalifikovalo | mužstvo se nekvalifikovalo | mužstvo se nekvalifikovalo |

### CHL

#### Základní část
Zdroj: 
| Sezona  | Zápasy                        | Výhry                         | Prohry                        | Prohry(pr.)                   | Prohry(s.n.)                  | Body                          | Góly vstřelené                | Góly inkasované               | Umístění v divizi             |
| ------- | ----------------------------- | ----------------------------- | ----------------------------- | ----------------------------- | ----------------------------- | ----------------------------- | ----------------------------- | ----------------------------- | ----------------------------- |
| 2001/02 | 64                            | 30                            | 27                            | 0                             | 7                             | 67                            | 205                           | 217                           | 3. v Severovýchodní           |
| 2002/03 | 64                            | 16                            | 41                            | 4                             | 3                             | 39                            | 146                           | 251                           | 4. v Severovýchodní           |
| 2003/04 | 64                            | 15                            | 40                            | 5                             | 4                             | 39                            | 150                           | 234                           | 4. v Severovýchodní           |
| 2004/05 | 60                            | 26                            | 28                            | 3                             | 3                             | 58                            | 154                           | 175                           | 5. v Severovýchodní           |
| 2005/06 | 64                            | 17                            | 39                            | 7                             | 1                             | 42                            | 156                           | 244                           | 5. v Severovýchodní           |
| 2006/07 | Brahmas v této sezóně nehráli | Brahmas v této sezóně nehráli | Brahmas v této sezóně nehráli | Brahmas v této sezóně nehráli | Brahmas v této sezóně nehráli | Brahmas v této sezóně nehráli | Brahmas v této sezóně nehráli | Brahmas v této sezóně nehráli | Brahmas v této sezóně nehráli |
| 2007/08 | 64                            | 40                            | 22                            | 1                             | 1                             | 82                            | 205                           | 186                           | 4. v Severovýchodní           |
| 2008/09 | 64                            | 42                            | 16                            | 2                             | 4                             | 90                            | 223                           | 170                           | 1. v Jihovýchod               |
| 2009/10 | 64                            | 32                            | 25                            | 1                             | 6                             | 71                            | 187                           | 190                           | 4. v Jižní                    |
| 2010/11 | 66                            | 34                            | 27                            | 2                             | 3                             | 73                            | 227                           | 228                           | 4. v Berry                    |
| 2011/12 | 66                            | 33                            | 25                            | 4                             | 4                             | 74                            | 171                           | 170                           | 3. v Berry                    |
| 2012/13 | 66                            | 36                            | 22                            | 3                             | 5                             | 80                            | 187                           | 182                           | 3. v CHL                      |

#### Play-off
Zdroj: 
| Sezona  | 1. kolo                       | 2. kolo                       | Finále konference             | Finále Ray Miron President's Cupu |
| ------- | ----------------------------- | ----------------------------- | ----------------------------- | --------------------------------- |
| 2001/02 | porážka, 1–3, RiverKings      | —                             | —                             | —                                 |
| 2002/03 | mužstvo se nekvalifikovalo    | mužstvo se nekvalifikovalo    | mužstvo se nekvalifikovalo    | mužstvo se nekvalifikovalo        |
| 2003/04 | mužstvo se nekvalifikovalo    | mužstvo se nekvalifikovalo    | mužstvo se nekvalifikovalo    | mužstvo se nekvalifikovalo        |
| 2004/05 | mužstvo se nekvalifikovalo    | mužstvo se nekvalifikovalo    | mužstvo se nekvalifikovalo    | mužstvo se nekvalifikovalo        |
| 2005/06 | mužstvo se nekvalifikovalo    | mužstvo se nekvalifikovalo    | mužstvo se nekvalifikovalo    | mužstvo se nekvalifikovalo        |
| 2006/07 | Brahmas v této sezóně nehráli | Brahmas v této sezóně nehráli | Brahmas v této sezóně nehráli | Brahmas v této sezóně nehráli     |
| 2007/08 | výhra, 2–1, RiverKings        | výhra, 4–0, Mudbugs           | porážka, 3–4, Eagles          | —                                 |
| 2008/09 | —                             | výhra, 4–0, Killer Bees       | výhra, 4–3, Jackalopes        | výhra, 4–1, Eagles                |
| 2009/10 | výhra, 2–0, IceRays           | porážka, 2–4, Jackalopes      | —                             | —                                 |
| 2010/11 | porážka, 1–3, Jackalopes      | —                             | —                             | —                                 |
| 2011/12 | výhra, 4–2, Americans         | porážka, 2–4, Thunder         | —                             | —                                 |
| 2012/13 | výhra, 4–1, Mallards          | porážka, 0–4, Thunder         | —                             | —                                 |